# Ohangaron
Ohangaron (ros. Ахангаран, Achangaran) – miasto w Uzbekistanie założone w roku 1960 przy okazji budowy cementowni, prawa miejskie od 1966 r.
Jest położone we wschodniej części kraju, w wilajecie taszkenckim, nad rzeką Angren (ros. Ахангаран lub Ангрен; dopływ Syr-darii). Liczy 38 tys. mieszkańców (dane z 1992 r.). Jest ośrodkiem przemysłowym (przemysł budowlany – materiały azbestowo-cementowe, beton zbrojony, materiały pozyskiwane z roślin).